# Trigger (xưởng phim)
Trigger Inc. (Nhật: 株式会社トリガー Hepburn: Kabushiki-gaisha Torigā), còn được gọi là Studio Trigger, là một xưởng phim hoạt hình Nhật Bản có trụ sở đặt tại Suginami, Tokyo. Công ty được thành lập vào tháng 8 năm 2011 bởi các nhân viên cũ từ Gainax. Trigger hiện là một công ty con thuộc Ultra Super Pictures.

## Lịch sử
Studio Trigger được thành lập vào ngày 22 tháng 8 năm 2011 bởi Imaishi Hiroyuki và Ōtsuka Masahiko không lâu sau khi cả hai rời Gainax. Năm 2013, Trigger sản xuất bộ phim ngắn đầu tiên, Little Witch Academia. Cùng năm đó, Trigger mở một chiến dịch gọi vốn cộng đồng trên Kickstarter để sản xuất tập thứ hai của Little Witch Academia. Chiến dịch thành công khi thu về 150,000 USD chỉ trong vòng năm tiếng và đạt tổng 625,518 USD tại thời điểm kết thúc. Kill la Kill, bộ anime truyền hình gốc đầu tiên của xưởng phim, cũng được ra mắt trong thời gian này.
Tại thời điểm thành lập, Trigger gia nhập công ty liên doanh Ultra Super Pictures cùng với các studio Sanzigen và Ordet.
Vào năm 2018, Trigger mở một tài khoản Patreon với mục tiêu gọi vốn cho các dự án hoạt hình và hàng hiệu trong tương lai.

## Tác phẩm

### Anime truyền hình
| Năm phát sóng | Tựa đề                               | Đạo diễn                                           | Số tập | Ghi chú                                                                      | Nguồn  |
| ------------- | ------------------------------------ | -------------------------------------------------- | ------ | ---------------------------------------------------------------------------- | ------ |
| 2013          | Kill la Kill                         | Imaishi Hiroyuki                                   | 25     | Tác phẩm gốc.                                                                | [ 10 ] |
| 2014          | Inō-Battle wa nichijō-kei no naka de | Masahiko Otsuka (tổng đạo diễn) Takahashi Masanori | 12     | Chuyển thể từ series light novel của Nozomi Kota.                            | [ 11 ] |
| 2016          | Uchū Patrol Luluco                   | Imaishi Hiroyuki                                   | 13     | Tác phẩm gốc.                                                                | [ 12 ] |
| 2016          | Kiznaiver                            | Kobayashi Hiroshi                                  | 12     | Tác phẩm gốc.                                                                | [ 13 ] |
| 2017          | Little Witch Academia                | Yoshinari Yō                                       | 25     | Tác phẩm gốc. Dựa trên bộ phim ngắn cùng tên.                                | [ 14 ] |
| 2018          | Darling in the Franxx                | Nishigori Atsushi                                  | 24     | Tác phẩm gốc. Hợp tác sản xuất với CloverWorks và A-1 Pictures.              | [ 15 ] |
| 2018          | SSSS.Gridman                         | Amemiya Akira                                      | 12     | Liên quan đến dòng tokusatsu Denkō Chōjin Gridman của Tsuburaya Productions. | [ 16 ] |
| 2020          | BNA: Brand New Animal                | Yoshinari Yoh                                      | 12     | Tác phẩm gốc.                                                                | [ 17 ] |
| 2021          | SSSS.Dynazenon                       | Amemiya Akira                                      | 12     | Dự án kỉ niệm 10 năm thành lập Trigger. Liên quan đến SSSS.Gridman.          | [ 18 ] |
| 2024          | Dungeon Meshi                        | Miyajima Yoshihiro                                 |        | Chuyển thể từ manga của Kui Ryōko.                                           | [ 19 ] |
| 2025          | New Panty & Stocking with Garterbelt | Imaishi Hiroyuki                                   |        | Dựa theo Panty & Stocking with Garterbelt.                                   | [ 20 ] |

### Phim anime chiếu rạp
| Tựa đề                                      | Đạo diễn                               | Ngày công chiếu  | Ghi chú                                                          | Nguồn  |
| ------------------------------------------- | -------------------------------------- | ---------------- | ---------------------------------------------------------------- | ------ |
| Little Witch Academia                       | Yoshinari Yō                           | 2 tháng 2, 2013  | Tác phẩm gốc. Sản xuất cho dự án Anime Mirai 2013.               | [ 3 ]  |
| Little Witch Academia: The Enchanted Parade | Yoshinari Yō                           | 9 tháng 10, 2015 | Tác phẩm gốc Phần tiếp theo của phim ngắn Little Witch Academia. | [ 21 ] |
| Promare                                     | Imaishi Hiroyuki                       | 25 tháng 4, 2019 | Tác phẩm gốc Hợp tác sản xuất với XFLAG và Sanzigen.             | [ 22 ] |
| SSSS.Gridman Gekijō Sōshūhen                | Amemiya Akira (tổng), Kaneko Yoshiyuki | 20 tháng 1, 2023 | Tác phẩm gốc.                                                    | [ 23 ] |

### Original net animation (ONA)
| Tựa đề                                                | Đạo diễn                                                 | Ngày công chiếu                      | Số tập | Ghi chú                                                                               | Nguồn  |
| ----------------------------------------------------- | -------------------------------------------------------- | ------------------------------------ | ------ | ------------------------------------------------------------------------------------- | ------ |
| Inferno Cop                                           | Amemiya Akira                                            | 24 tháng 12, 2012 – 18 tháng 3, 2013 | 13     | Tác phẩm gốc. Phát hành trên YouTube.                                                 | [ 24 ] |
| Turning Girls                                         | Otsuka Masakito Shimorenjaku Ren                         | 17 tháng 6 – 29 tháng 7, 2013        | 7      | Tác phẩm gốc. Phát hành trên YouTube.                                                 | [ 25 ] |
| Electronic Superhuman Gridman: Boys Invent Great Hero | Amemiya Akira                                            | 16 tháng 1, 2015                     | 1      | Tác phẩm gốc. Thuộc một phần của Japan Animator Expo.                                 | [ 26 ] |
| Power Plant No. 33                                    | Yasuhiro Yoshiura                                        | 23 tháng 1, 2015                     | 1      | Tác phẩm gốc. Hợp tác sản xuất với Studio Rikka.                                      | [ 27 ] |
| Sex&VIOLENCE with MACHSPEED                           | Imaishi Hiroyuki                                         | 20 tháng 3, 2015                     | 1      | Tác phẩm gốc. Thuộc một phần của Japan Animator Expo.                                 | [ 28 ] |
| Ninja Slayer From Animation                           | Amemiya Akira                                            | 16 tháng 4 – 8 tháng 10, 2015        | 26     | Dựa trên tiểu thuyết Ninja Slayer. Phát hành trên Niconico.                           | [ 29 ] |
| Bureau of Proto Society                               | Yoshiura Yasuhiro                                        | 28 tháng 8, 2015                     | 1      | Tác phẩm gốc. Thuộc một phần của Japan Animator Expo, sản xuất cùng với Studio Rikka. | [ 30 ] |
| Star Wars: Visions                                    | Imaishi Hiroyuki (The Twins) Otsuka Masahiko (The Elder) | 22 tháng 9, 2021                     | 2      | Hợp tác sản xuất với Lucasfilm Phát hành trên Disney+.                                | [ 31 ] |
| Cyberpunk: Edgerunners                                | Imaishi Hiroyuki                                         | 13 tháng 9, 2022                     | 10     | Dựa trên trò chơi điện tử Cyberpunk 2077. Phát hành trên Netflix.                     | [ 32 ] |

### Khác
2012
- Project X Zone – Bandai Namco – sản xuất đoạn phim mở đầu game[33]

2013
- Yonhyakunijuu Renpai Girl (light novel) – Enterbrain  – sản xuất video quảng bá[34]

2014
- Hacka Doll – DeNA – sản xuất 2 video quảng cáo[35]
- Bishoujo Mobage: Mobami-chan – DeNA  – sản xuất video quảng cáo[36]
- Black Dynamite –  Cartoon Network – sản xuất đoạn phim mở đầu mùa 2[37]

2015
- Battlesaurs (OVA) – Pixar – sản xuất đoạn phim mở đầu[38]
- Chunithm– Sega –  sản xuất video âm nhạc[39]

2016
- Hyoketsu – Kirin – sản xuất đoạn phim quảng cáo[40]

2017
- OK K.O.! Let's Be Heroes Cartoon Network – sản xuất đoạn phim mở đầu[41]
- Little Witch Academia: Chamber of Time – Bandai Namco –  sản xuất các đoạn cutscene[42]

2019
- Indivisible – Lab Zero – sản xuất đoạn phim mở đầu cùng với Titmouse, Inc.[43]
- Shantae and the Seven Sirens – WayForward Technologies – sản xuất đoạn phim mở đầu[44]

2020
- Idolish7 – Bandai Namco –  sản xuất video âm nhạc[45]